# Tin (뉴스리더)
tin은 유즈넷 글로벌 커뮤니케이션스 네트워크에서 메시지를 읽고 게시하기 위해 사용되는 오픈 소스 텍스트 기반, 스레드 방식의 뉴스 클라이언트이다.

## 역사
tin은 처음에 그래픽이 보편적으로 지원되지 않고 컴퓨터 마우스가 아직 존재하지 않은 시절 다중 사용자 시분할 중앙 서버로 연결되는 느린 직렬 포트를 통해 연결되는 텍스트 전용 디스플레이 장치에서 사용되었다. 당시 tin은 유즈넷을 더 쉽게 사용할 수 있게 하기 위해 터미널 커서 제어와 페이지 지향 텍스트 스크롤을 사용하였으므로 리소스 사용량이 높은 프로그램으로 취급되었다. 그래픽 지원은 없었지만 시각적으로 정리된 브라우저 지향의 그룹, 주제, 문서의 드릴 다운 목록을 제공하였다.